# 685 Hermia
685 Hermia је астероид главног астероидног појаса. Приближан пречник астероида је 10,95 ,
а средња удаљеност астероида од Сунца износи 2,236 астрономских јединица (АЈ).
Инклинација (нагиб) орбите у односу на раван еклиптике је 3,647 степени, а орбитални период износи 1221,343 дана (3,343 године). Ексцентрицитет орбите астероида износи 0,196.
Апсолутна магнитуда астероида износи 11,80 а геометријски албедо 0,280.
Астероид је откривен 12. августа 1909. године.